# 中島 (新城市)
中島（なかじま）は、愛知県新城市の地名。

## 地理

### 河川・池沼
- 豊川

### 交通
- 愛知県道435号作手保永海老線

### 施設
- 鰞山神社

## 歴史

### 地名の由来
山中村と湯島村の各1字を採ったものである。

### 沿革
- 1878年（明治11年） - 南設楽郡山中村・湯島村が合併し、同郡中島となる[1]。
- 1889年（明治22年） - 海老村大字中島となる[1]。
- 1894年（明治27年） - 海老町大字中島となる[1]。
- 1956年（昭和31年） - 鳳来町大字中島となる[1]。
- 2005年（平成17年）10月1日 - 新城市中島となる[1]。

### WEB
1. ↑  “読み仮名データの促音・拗音を小書きで表記するもの(zip形式) 愛知県” (zip).   日本郵便 (2024年2月29日). 2024年3月26日閲覧。
2. ↑  “市外局番の一覧” (PDF).   総務省 (2022年3月1日). 2022年3月22日閲覧。
3. ↑  “ナンバープレートについて”.   一般社団法人愛知県自動車会議所. 2024年1月21日閲覧。

### 書籍
1. 1 2 3 4 5 6  「角川日本地名大辞典」編纂委員会 1989, p. 934.